# Carl Elb
Carl Elb (geboren als Carl Samuel Elb am 6. April 1817 in Dresden; gestorben 1887 ebenda) war ein Porträt- und Genremaler.

## Leben

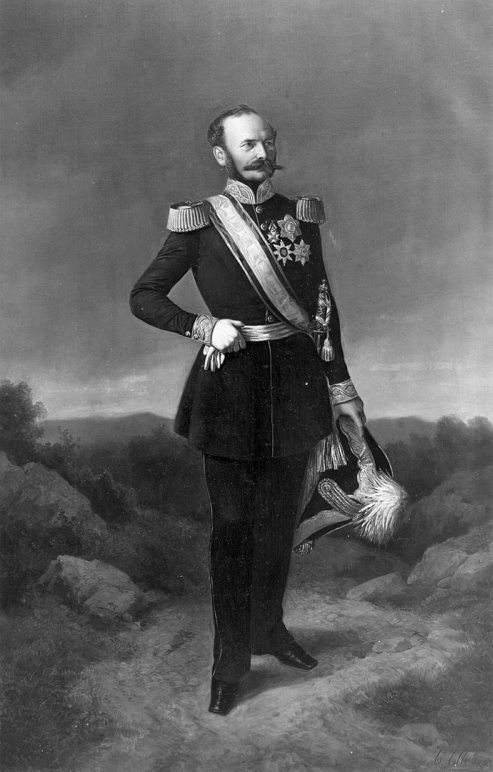
Bernhard von Rabenhorst, Gemälde von Carl Elb (1850)

Carl Samuel Elb wurde als Sohn des Kaufmannes Nathan Levy und dessen Ehefrau Lea Elb geboren. 1831 begann er sein Studium an der Dresdner Kunstakademie, das er 1839/1840 an der Kunstakademie Düsseldorf unter Karl Ferdinand Sohn und Theodor Hildebrandt fortsetzte. 1843 kehrte er nach Dresden zurück und betätigte sich hier als Porträtmaler. 1858 heiratete er die 15 Jahre jüngere Pauline, geb. Friedheim. 1859 wurde beider erster Sohn Moritz Aron Elb (gest. 1917) geboren, 1861 deren zweiter Sohn Felix Nathan. 
Elb malte, stilistisch beeinflusst durch Jeremias David Alexander Fiorino, der 1831 seine fünf Jahre ältere Schwester Johanna geheiratet hatte, zahlreiche Bildnisse und arbeitete auch im Auftrag vermögender Dresdner sowie des sächsischen Hofes. Das wohl bekannteste Porträt ist das des Schauspielers Emil Devrient (1856), das sich im Stadtmuseum Dresden befindet. Das 1850 entstandene Ölbild des Generales der Infanterie, Bernhard von Rabenhorst (siehe nebenstehend), ist eine Leihgabe an das Militärhistorischen Museum in Dresden.
Carl Elb war, wie Fiorino, die Bankiers Joseph Bondi und Carl von Kaskel, Berthold Auerbach und Joseph Wallerstein, Mitglied im Dresdner Kunstverein.
1887 verstarb er in Dresden, das genaue Todesdatum ist nicht bekannt. Es ist anzunehmen, dass er zum Christentum konvertierte, auf dem Neuen Jüdischen Friedhof wurden nur seine Ehefrau und sein Sohn Moritz beigesetzt.

## Weitere Werke
- Ein Winzermädchen aus der Rheingegend (Düsseldorf, 1840)
- Mädchen bei der Toilette (Düsseldorf, 1841)